# فارياب (بشتكوه)
فارياب (بالفارسية: فاریاب) هي قرية تقع في إيران في Poshtkuh Rural District. يقدر عدد سكانها بـ 2,027 نسمة .